# Schildkrötenbrunnen (Rom)

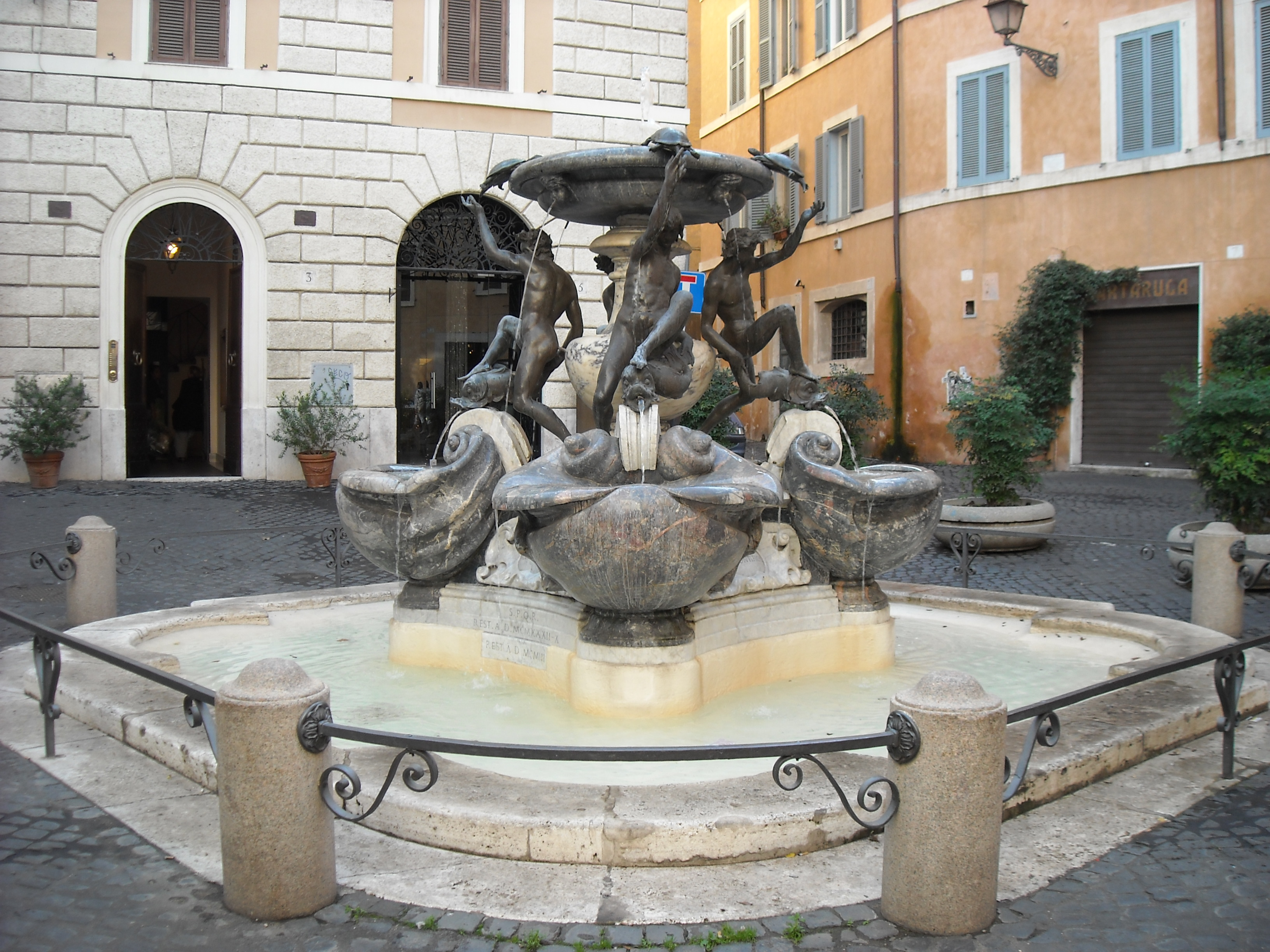
Schildkrötenbrunnen

Der Schildkrötenbrunnen (italienisch Fontana delle Tartarughe) ist ein Zierbrunnen auf der Piazza Mattei in Rom. Er wurde 1580–1588 von Giacomo della Porta und Taddeo Landini erbaut, 1658/1659 von Gian Lorenzo Bernini oder Andrea Sacchi vollendet und gilt als Meisterwerk des Barock.

## Geschichte

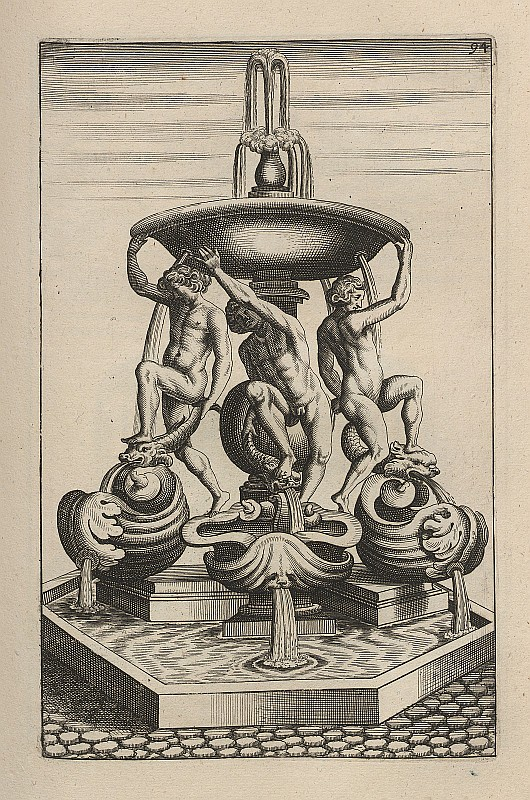
Brunnen ohne Schildkröten auf einem Stich von 1664

Der Brunnen befindet sich auf der kleinen Piazza Mattei im Rione Sant’Angelo in der Altstadt von Rom. Dieser Platz gehört zur Insula Mattei mit den umgebenden Palästen Palazzo Mattei di Giove, Palazzo Mattei-Paganica und Palazzo Mattei-Caetani, die der Adelsfamilie Mattei gehörten. Gespeist vom Aquädukt der Acqua Vergine war der Schildkrötenbrunnen eigentlich als Marktbrunnen für die nahe Piazza Giudea vorgesehen. Auf Druck des Muzio Mattei wurde er jedoch auf dem Platz vor seinem Palast errichtet. Als Ausgleich verpflichtete sich die Familie, den Platz zu pflastern und den Brunnen sauber zu halten.
Mit dem Bau des Brunnens wurde 1580 nach einem Entwurf von Giacomo della Porta begonnen. Die Arbeiten wurden von dem Bildhauer Taddeo Landini durchgeführt, der vier Epheben und acht Delfine schaffen sollte, die ursprünglich in Marmor vorgesehen waren, aber schließlich in Bronze ausgeführt wurden. Die Arbeiten wurden 1588 abgeschlossen. Dabei wurden vier der Delfine nicht ins Werk gesetzt, da der fehlende Wasserdruck nicht die vorgesehene Höhe der Brunnenanlage erlaubte. Diese Delfine wurden für die Fontana della Terrina verwendet, die auf dem Campo de’ Fiori aufgestellt wurde und später vor die Chiesa Nuova versetzt wurde.
Die Schildkröten, die die Epheben zur oberen Brunnenschale zum Trinken zu schieben scheinen und die dem Brunnen den Namen geben, wurden erst bei der Restaurierung 1658/1659 im Auftrag von Papst Alexander VII. angefügt. Sie werden Gian Lorenzo Bernini oder Andrea Sacchi zugeschrieben. An diese Restaurierung wird auf vier Inschriften erinnert.
Der Brunnen besteht aus einem quadratischen Becken mit abgerundeten Kanten, das in der Mitte einen Sockel aus Portasanta-Marmor mit vier Muscheln birgt, der eine runde Brunnenschale aus afrikanischem Marmor hält. Unter dem Rand befinden sich Puttenköpfe, die Wasser ins Brunnenbecken speien. An diese architektonische Struktur sind die Skulpturen angefügt, vier Epheben in gleicher, symmetrischer Pose, die einen Fuß auf jeweils einen der Delfine stellen und dessen Schwanz in einer Hand halten, während sie den anderen Arm zur oberen Schale erheben. Aus den Mäulern der Delfine ergießt sich Wasser, das in den Muscheln gesammelt wird.
Der Brunnen ist mit einer Wasseraufbereitungsanlage ausgestattet, um Kalkablagerungen an den Skulpturen zu vermeiden, die häufige Reinigungen erforderten. 1979 wurde eine der Schildkröten gestohlen. Daraufhin wurden auch die verbliebenen drei durch Kopien ersetzt. Die Wasseraufbereitungsanlage wurde 2003 ausgetauscht und Marmor und Bronzen wurden 2005 bis 2006 restauriert. Eine weitere Renovierung, die 38.000 Euro kostete, wurde 2012 vorgenommen.
Eine originalgetreue Kopie des Schildkrötenbrunnens von 1954/1955 steht im Huntington Park in San Francisco.

## Legende
Eine populäre Legende erzählt, dass der Herzog Mattei, dessen Palast an den Platz mit dem Brunnen grenzt, den Brunnen an einem einzigen Tag errichten ließ, um seinen zukünftigen Schwiegervater, der starke Zweifel an ihm hatte, zu beeindrucken. Am folgenden Tag ließ er seine Verlobte und ihren Vater kommen und sie aus einem Fenster blicken, um das Werk zu bewundern. Danach ließ der junge Herzog, damit niemand anderer dasselbe Schauspiel genießen kann, das Fenster zumauern, wie es noch heute zu sehen ist. Die Geschichte ist jedoch allein deshalb unglaubwürdig, weil der Brunnen 1585 bis 1588, der Palast jedoch erst 1616 errichtet wurde.